# 라틴아메리카의 음악

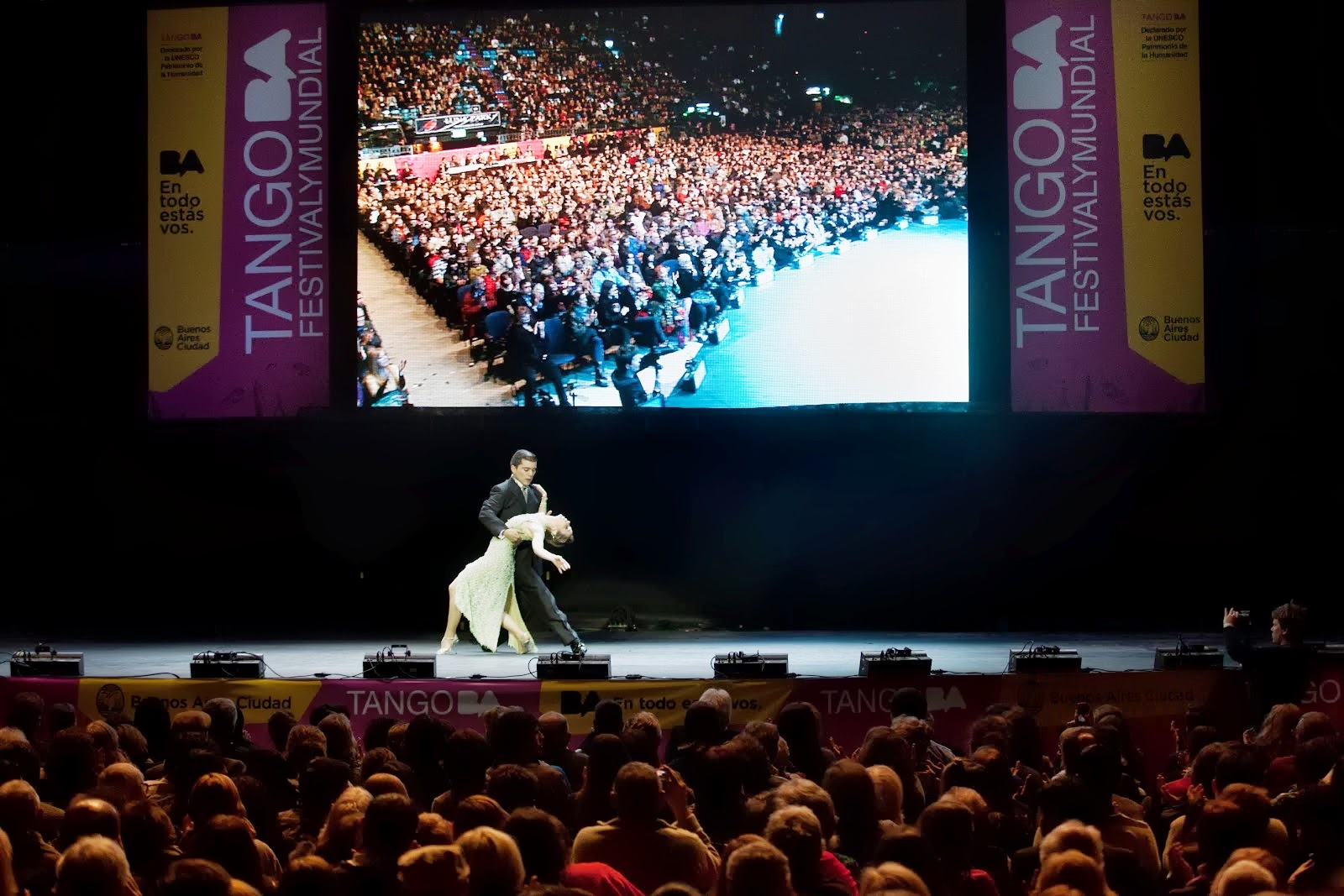
탱고

라틴 아메리카의 음악은 서양음악과 동양음악에 속하지 않는 제 3세계의 민족음악이다. 라틴아메리카 전역의 음악 총칭으로, 라틴 음악이나 중남미 음악이라고 하기도 한다.
아메리카 대륙 중에서 에스파냐, 포르투갈 같은 라틴계의 나라에 의해서 발전되고, 그 나라들의 문화적 영향 아래 있는 지역을 라틴아메리카라 하여 멕시코, 중부아메리카, 서인도 제도, 남아메리카가 포함되지만, 음악 면에서 보아도 이들 지역은 에스파냐와 포르투갈의 강한 영향을 받고 있다. 그러나 에스파냐와 포르투갈의 음악 외에 아메리카 대륙의 원주민(인디오)의 음악과, 아프리카에서 노예로 끌려와 그대로 아메리카 대륙에 정주한 흑인의 음악도 라틴음악의 형성에 참여하고 있다. 즉 라틴아메리카 여러 나라 음악은 에스파냐와 포르투갈의 음악, 인디오의 음악, 흑인의 음악이라는 3개의 요소를 다양하게 혼합하여 합성한 음악이라 하겠다. 그 배합 방법의 상위가 각각 그 지역의 음악을 특징지은 중요한 열쇠가 되었다.

## 나라별 라틴 음악

### 멕시코 음악
라틴 음악을 형성하는 3개의 요소 중 멕시코에서는 흑인음악의 요소는 거의 볼 수 없으며, 에스파냐계와 인디오(원주민)계의 두 요소가 혼합되어 멕시코의 음악을 만들었다고 하겠다. 다만 근년 본래의 멕시코 음악 외에 쿠바의 음악(볼레로, 맘보, 차차차 등)이나 미국의 음악(재즈와 록계의 음악)이 계속 들어와서 많이 연주하게 하였다. 본래의 멕시코 음악 중 가장 토착적 요소가 강한 것은 손이다. 이것은 보통 지명을 뒤에 붙여 '손 하로쵸', '손 와스테코'라고 하는 각 지방 특유의 민속무용 음악이다.

### 쿠바 음악
쿠바에서는 원주민이 일찍 멸망했기 때문에 그들의 음악유산은 전혀 흔적이 남아 있지 않다. 그리하여 쿠바의 음악은 라틴 음악의 3요소 중 에스파냐계와 흑인계의 두 요소로 합성되어 있다. 흑인들의 음악의 영향이 강하기 때문에 쿠바의 음악에서는 타악기가 즐겨 쓰여 룸바, 맘보, 차차차와 같은 다종다양한 댄스리듬을 낳았다. 19세기의 전반에 쿠바섬을 방문한 에스파냐의 작곡가 제바스티안 이라디에르는 당시 이 섬에서 유행하고 있던 하바네라의 리듬을 써서 <라 팔로마>라는 곡을 만들었다. 라틴아메리카의 리듬이 세계에 소개되기는 이것이 효시이다. 그 뒤 1930년대의 룸바, 1950년대의 맘보 등 쿠바계의 리듬이 세계적으로 유행했으나, 룸바나 맘보는 말하자면 수출용의 쿠바음악으로서 쿠바 국내에서는 그와 같은 룸바나 맘보는 전혀 돌아보지도 않았다. 쿠바에서 룸바, 맘보라고 하는 것은 우리가 알고 있는 룸바나 맘보와는 별개의 것이다.

### 아르헨티나 음악
아르헨티나 음악이라면 탱고가 유명하다. 그러나 탱고는 아르헨티나 전체를 대표하는 음악이라기보다 부에노스아이레스의 음악으로 특수하게 발달한 것이다. 이에 대하여 아르헨티나 전국에 분포하는 음악은 이른바 폴클로레라고 부르는 것, 즉 민족음악이다. 아르헨티나에는 지방에 따라 여러 가지 민속무용의 형식이 전해지며, 그 총수는 100에 가깝다. 하지만 그 주된 것은 북부 고원지방의 칼나바리트, 바이레시트, 서부 안데스산 기슭의 쿠에카, 토나다, 동부 라플라타강 유역의 폴카, 차마메, 페리콘, 그들 여러 지방에 둘러싸인 중앙부의 북쪽지방(산티아고, 코르도바 등의 여러 주)의 삼바, 가트, 에스콘디도, 차카레라, 그보다 남쪽의 팜파 대초원지방의 마람보 등이다. 멕시코와 마찬가지로 아르헨티나도 라틴 음악의 기본 3요소 중의 흑인요소가 없고 에스파냐계와 인디오계의 2요소로 성립되고 있으며, 위에서 말한 여러 종류의 댄스 리듬은 대부분이 6/8박자(칼나바리토는 예외)다. 가트나 차카렐라 등은 그 전형적인 것으로, 6박자와 3박자가 엇갈리는 복잡한 폴리 리듬을 기타로 표현한다. 이는 라플라타강 유역의 차마메가 인접국 파라과이의 음악을 흡수하여 발전한 것으로 보아도 되겠다.   삼바나 리트라레냐를 주류파로 하는 오늘날의 폴클로레는, 민속음악이라기보다는 멕시코의 음악 칸시온 란체라와 마찬가지로 대중가요라고 하는 편이 적합하다고 할 방향으로 진전되어 왔다.

## 리듬의 종류

### 트로피컬 리듬(tropical rhythm)
룸바, 맘보, 차차차 등 서인도 제도에서 나온 리드미컬한 음악의 총칭이다. 타악기를 많이 쓰는 음악을 보편적으로 이와 같이 부르지만, 그다지 엄밀한 뜻을 가진 말은 아니다.

### 룸바(rumba)
쿠바 원산의 댄스 리듬이다. 다만 쿠바에서 말하는 룸바와 쿠바 이외의 지역(미국, 유럽, 동양)에서 말하는 룸바와는 근본적으로 다르다.  쿠바에서 룸바라고 하는 것은 매우 원시적인 흑인계의 리듬으로서, 대부분이 아프리카 음악 그대로의 느낌이다.

### 맘보(mambo)
1940년대 전반에 쿠바의 진보적인 음악가들이 재즈의 영향 아래 쿠바음악의 새로운 변주법을 만들어내고 이것을 맘보라고 했다. 그 맘보를 하나의 음악형으로 완성시킨 사람이 페레스 플라도이다.

### 차차차(cha cha cha)
쿠바의 바이올린 주자 엔리케 호린이 1950년경에 만들어낸 새로운 댄스리듬이다.

### 볼레로(boléro)
쿠바의 오래된 댄스 리듬. 19세기에 발생했다고 한다. 그 후에 멕시코, 푸에르토리코 등에 널리 보급되었다. 볼레로의 특징은 슬로우 템포로 규칙적인 리듬을 새기는 데 있으며, 그로 인하여 수많은 달콤한 사랑의 노래가 볼레로의 형태로 만들어져, 지금은 라틴 음악의 로맨틱한 면을 대표하는 리듬같이 되었다.

### 비긴(beguine)
소앤틸리즈 제도 마르티니크섬의 댄스 리듬. 마디의 첫머리 다음에 강한 싱코페이션(당김음)을 가지고 있는 것이 본래의 비긴형이다.

### 삼바(samba)
브라질의 흑인계 댄스 리듬인 samba와 아르헨티나의 백인계 댄스 리듬인 zamba가 있는데, 이것은 전혀 별개의 것이며, 보통 삼바라 하면 전자를 가리키는 경우가 많다. 브라질의 삼바는 본래 템포가 빠른 흑인 무용으로서, 쿠바의 룸바와 같이 아프리카 직계의 소박한 것이나, 그것이 도시에 들어와 사교 댄스로 세련되고 다시 슬로우 템포의 가요적인 삼바도 나타나는 등 현재로는 극히 다종다양해졌다.

## 악기

### 레킨트
멕시코에서 쓰고 있는 소형 기타이다. 보통의 기타보다 4도가 높은 음으로 조율되어 있다. 이와 같은 형의 레킨트를 완성한 것은 트리오 로스 판초스의 알프레드 힐로서, 힐이 이 악기를 만든 후 레킨트는 멕시코의 볼레로 연주자에게 없어서는 안 될 악기로 되었다.

### 아르파
아르파는 인디언 하프라고도 한다. 남미 파라과이의 민속악기로서, 콘서트용의 하프보다 작고 페달은 없다. 현은 36개가 보통이다.

### 라틴 타악기
영어로 라틴 퍼커션이라고 하는 것은 주로 쿠바계의 타악기를 가리킨다. 그 주된 것은 콩가(별명 툼바돌라. 몸통은 목제이고, 세로로 긴 통가죽의 북), 봉고(콩가를 작게 한 북. 2개가 옆으로 연결되어 있는 것), 팀발(몸통은 금속제이고 통가죽의 북 2개를 옆으로 연결하여 스탠드에 세운 것), 마라카스(과실 껍데기 속에 모래 같은 것을 넣고 자루를 단 것 2개를 양손에 쥐고 흔든다), 클라베스(딱다기), 기로(눈금이 새겨진 나무 또는 과실 껍데기를 가는 막대기로 비빈다) 등..

## 마리아치
마리아치는 멕시코의 어느 지방의 민속음악을 연주하는 표준 편성의 악단이다. 이것은 칸숀 프란첼라의 반주에 응용되어 상업적으로 성공을 거두게 되었다. 악기 편성은 보통 기타1-3, 바이올린 2-5, 기타 각종 악기 3-5 정도로, 합계 5명에서 10여명 정도로 한다. 이 느낌을 미국의 재즈 밴드에 끌어들인 것을 아메리아치라고 한다.